# Turre (Almería)
Turre ist eine spanische Gemeinde im Verwaltungsgebiet Levante Almeriense der Provinz Almería in der Autonomen Gemeinschaft Andalusien. Die Bevölkerung von Turre bestand im Jahr 2024 aus 4.209 Einwohnern.

## Geografie
Die Gemeinde liegt nahe der Mittelmeerküste. Sie grenzt an Bédar, Carboneras, Los Gallardos, Mojácar, Sorbas und Vera.

## Geschichte
Turre war ursprünglich eine maurische Siedlung, die nach der Vertreibung der Mauren aus dem nahe gelegenen Dorf Mojacar durch die einmarschierenden christlichen Armeen der Katholischen Könige im Jahr 1488 gegründet wurde. Ursprünglich hieß sie Turris, nach dem lateinischen Wort für „Turm“, wahrscheinlich weil sich am Standort der neuen Siedlung ein Wachturm befand.

## Wirtschaft
Ursprünglich basierte die Wirtschaft von Turrera auf zwei Grundpfeilern, der Landwirtschaft und der Viehzucht, bis Anfang der 1980er Jahre der Tourismus, der Bauboom mit dem so genannten „Immobilienboom“ und der Einzug des Dienstleistungssektors mit Geschäften, Restaurants und Bars, die von lokalen Selbstständigen betrieben wurden, hinzukamen.